# Shukujo to hige
Shukujo to hige (淑女と髯, La dama i el barbut) és una pel·lícula japonesa muda dirigida de Yasujirō Ozu i estrenada el 1931.

## Sinopsi
Kiichi Okajima és un estudiant sense diners amb habilitats marcials provades pel kendo. Atreu la burla de les dones amb els seus gestos conservadors, la seva vestimenta descuidada i la barba gran i espessa que porta amb orgull. Un dia, de camí a la festa d'aniversari d'Ikuko, germana del seu amic Teruo Yukimoto, rescata a Hiroko, una jove a punt de ser robada per Satoko. Va a l'empresa de la Hiroko per a una entrevista de feina però no és acceptat. Hiroko suggereix que s'afaiti la barba i Kiichi acaba complint de mala gana. Un cop sense barba, aconsegueix una feina en un hotel i crida l'atenció de la germana de Yukimoto i de la Satoko. Però el seu cor està posat en Hiroko, i malgrat la declaració d'amor de Satoko, la seva confiança l'un en l'altre és inquebrantable.

## Repartiment
- Tokihiko Okada: Kiichi Okajima
- Hiroko Kawasaki: Hiroko
- Chōko Iida: la mare de Hiroko
- Satoko Date: Satoko
- Ichirō Tsukita : Teruo Yukimoto
- Toshiko Iizuka: Ikuko, germana petita de Teruo
- Mitsuko Yoshikawa: la seva mare
- Takeshi Sakamoto: la majordoma de Teruo
- Tatsuo Saitō: un client de l'hotel
- Sōtarō Okada : el patró de Hiroko
- Yasuo Nanjo : jove ric i modern
- Fumiko Katsuragi: la seva mare
- Tomio Aoki: jove àrbitre de kendo

## Producció
Yasujirō Ozu va rodar la pel·lícula en vuit dies.